# Чаван

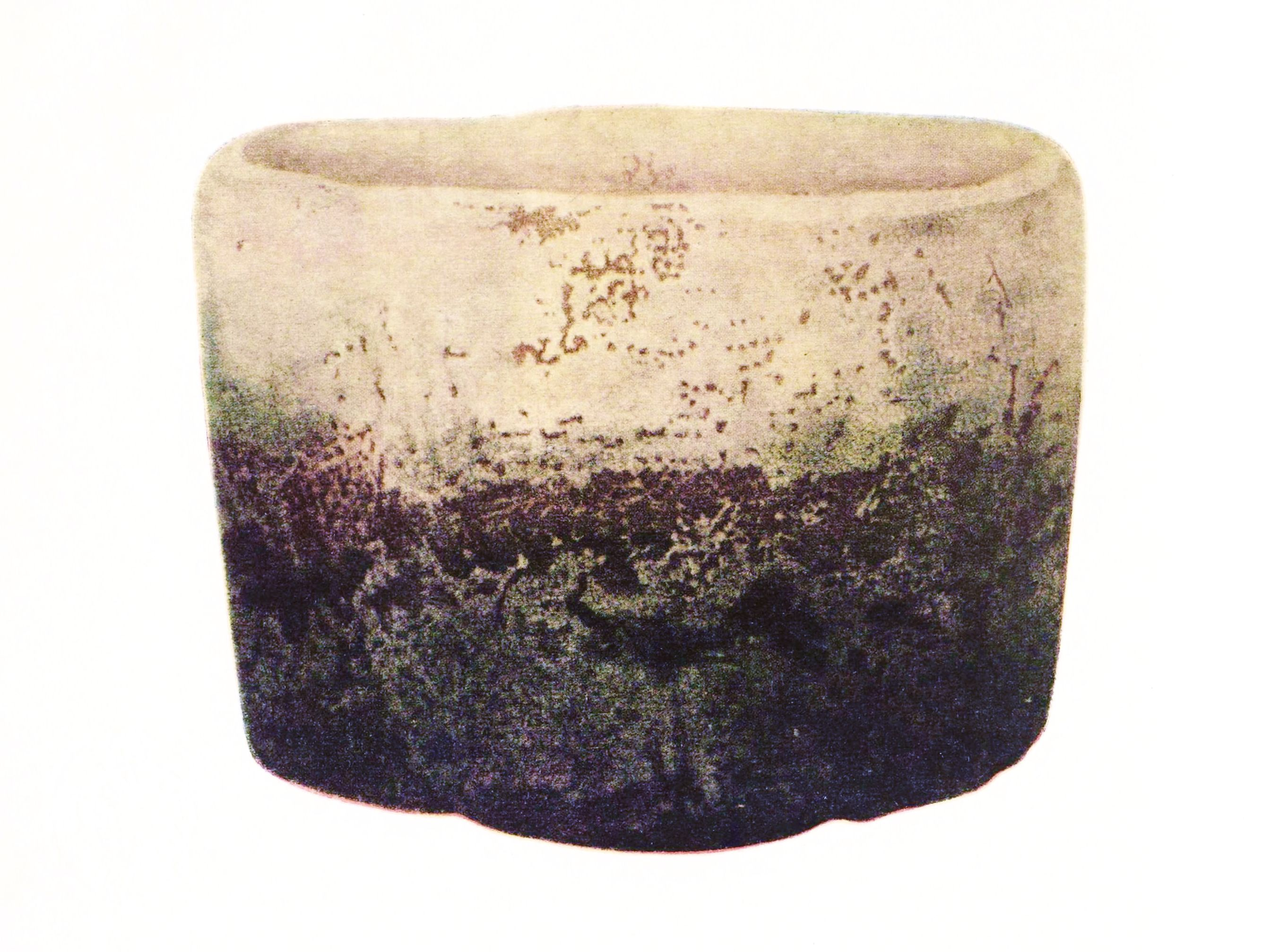
Біла чашка стилю «раку» Фудзі-сан (Гора Фудзі) by Хонамі Коетсу, Період Едо, 17 ст. Національні скарби Японії

Чаван (茶碗; дослівно «чай-чайшка») — традиційний посуд у східній Азії, що використовується для приготування та пиття чаю (чайна церемонія).

## Історія
Чашки чаван походять з Китаю. У Японію проникли між 13 та 16 ст. під назвою «тенмоку чаван». Їм надавалася перевага у чайних церемоніях до 16 ст.
У кінці періоду Камакура (1185–1333) чайна церемонія стала популярним атрибутом у Японії й чашки чаван поширилися серед різних верств населення.
У Період Муроматі (1336–1573) популярні були корейські чашки «ідо чаван», що в Кореї використовувалися для споживання рису. Сен-но Рікю (1522–1591) цінував саме корейський стиль за простоту.
У Період Едо (1603–1867) чашки переважно виробляють в Японії, проте з В'єтнаму продовжують привозити чашки, що на батьківщині використовують для рису, «аннан» з біло-синьою поверхнею і високою ніжкою.
Наразі найбільше цінуються чашки кераміки раку, хагі, каратцу. Існує навіть приказка, яку говорять у школах для чайних церемоній — «раку перший, хагі другий, каратцу третій».

## Галерея

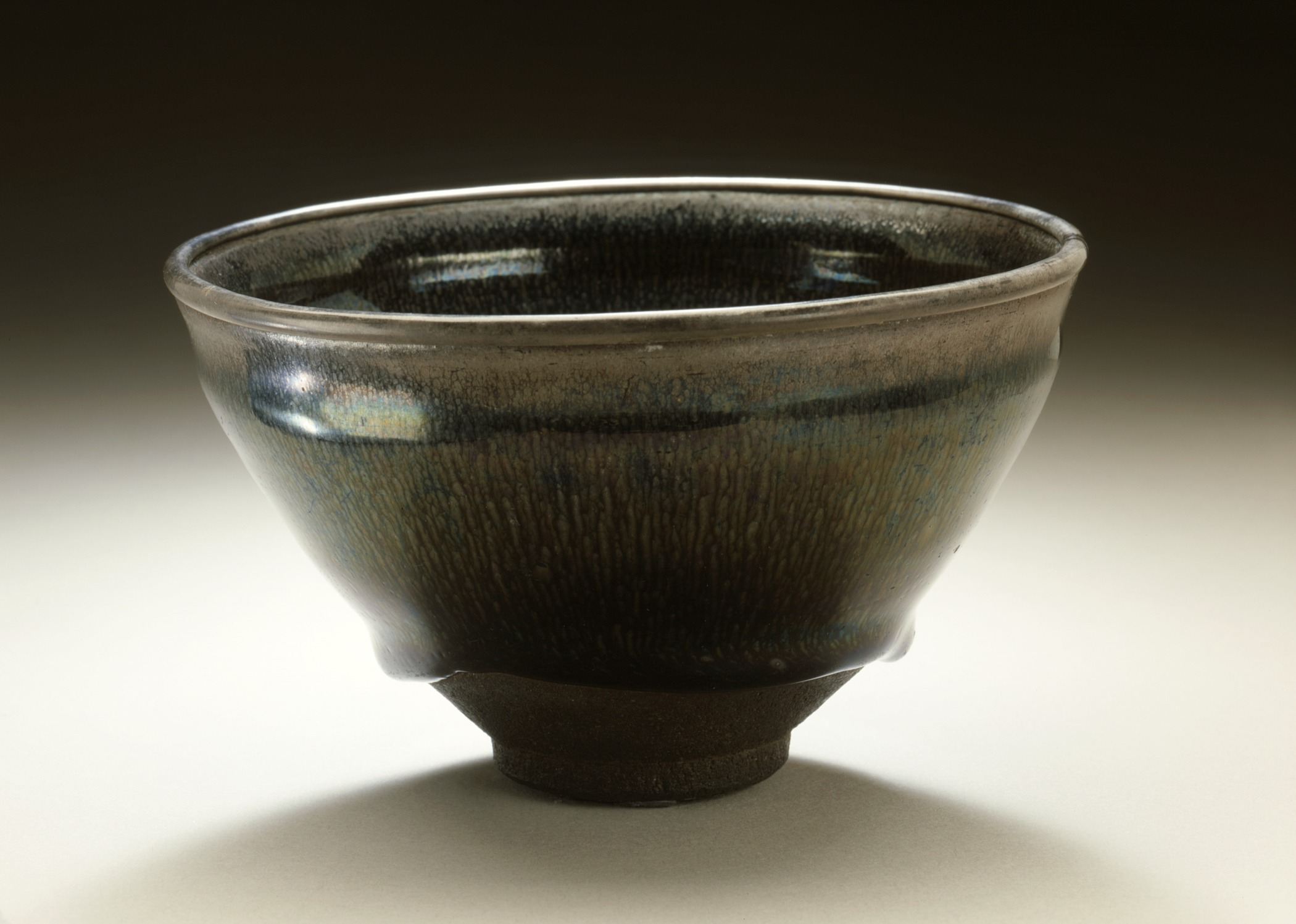
Чашка китайського стилю (1127-1279)
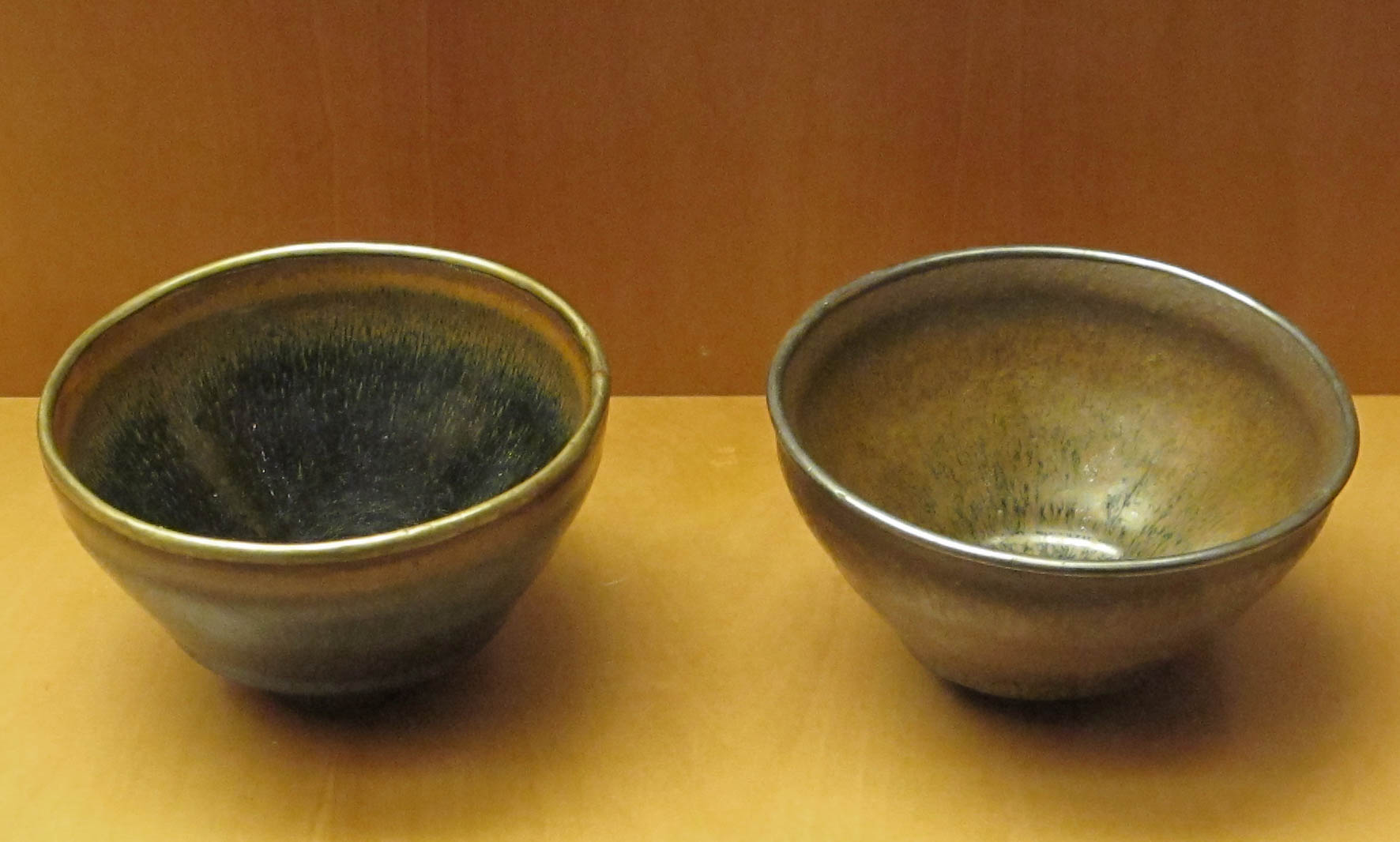
Чашка "тенмоку чаван"
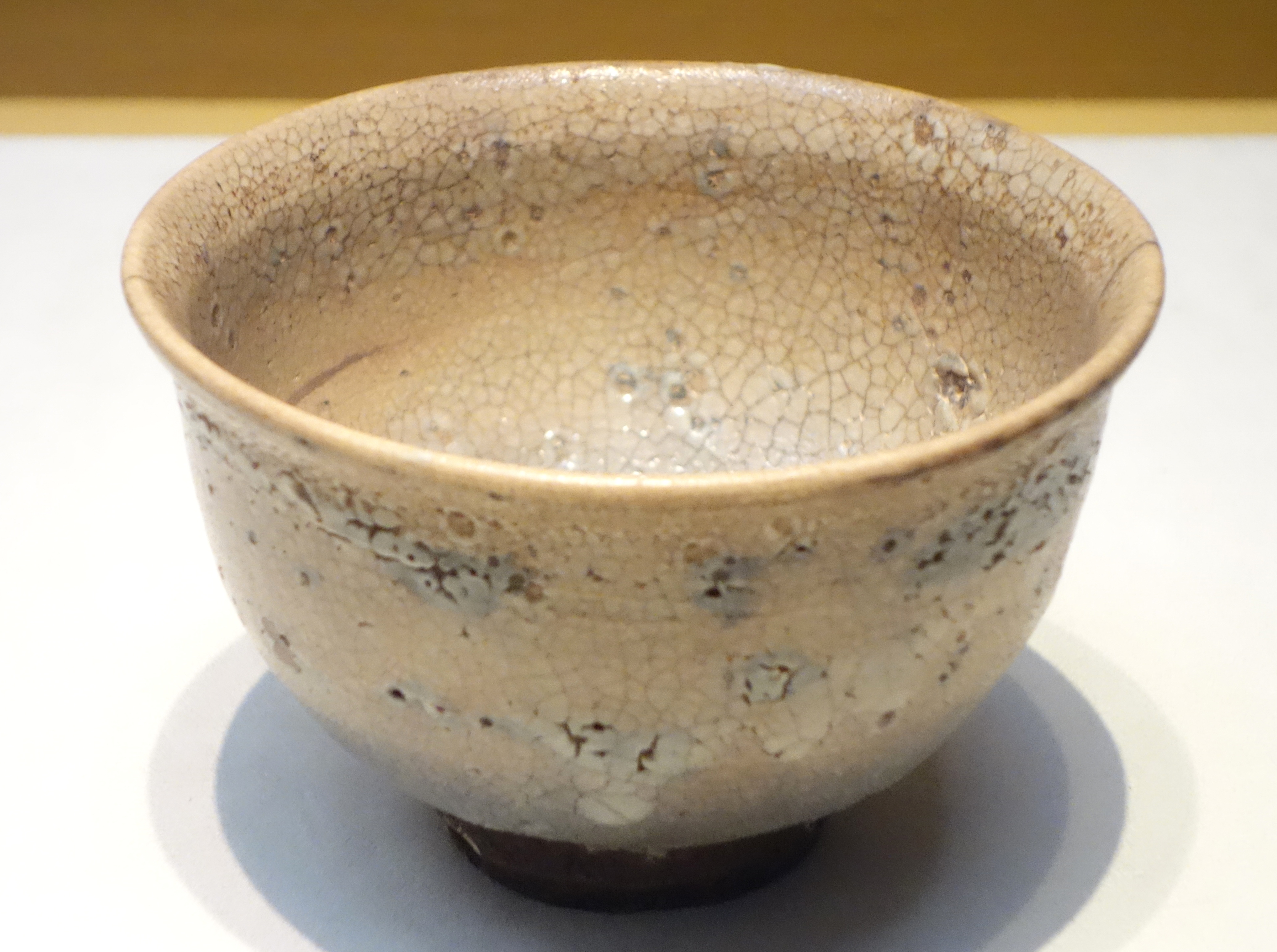
Чашка корейського стилю "ідо чаван"
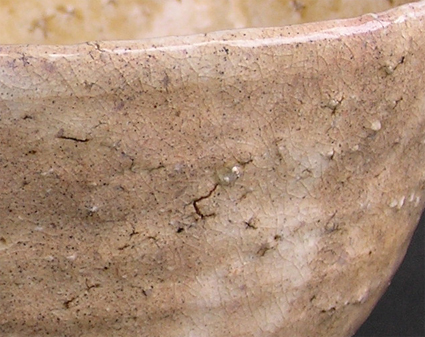
Поверхня чашки "ідо чаван"
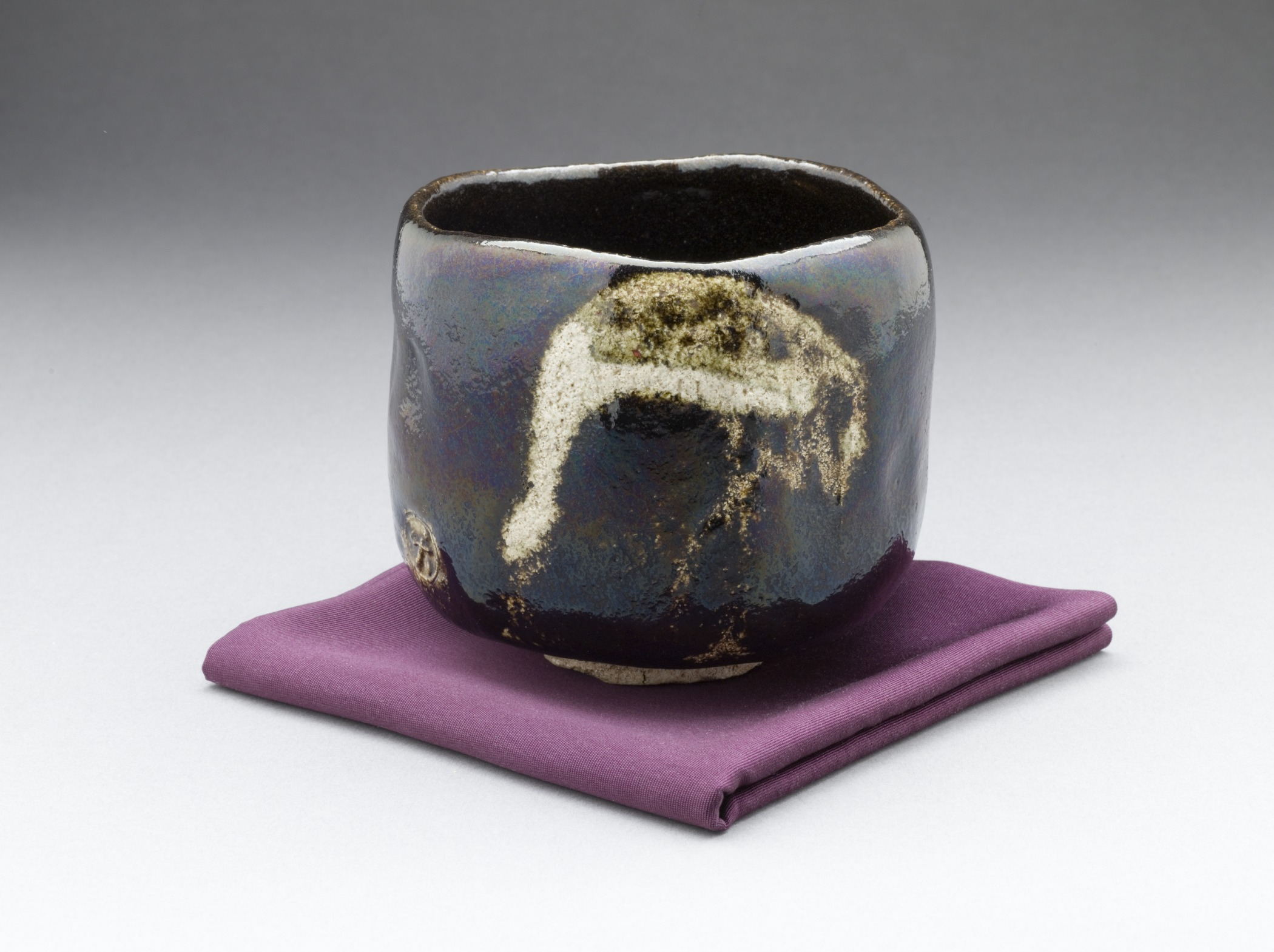
Чашка раку
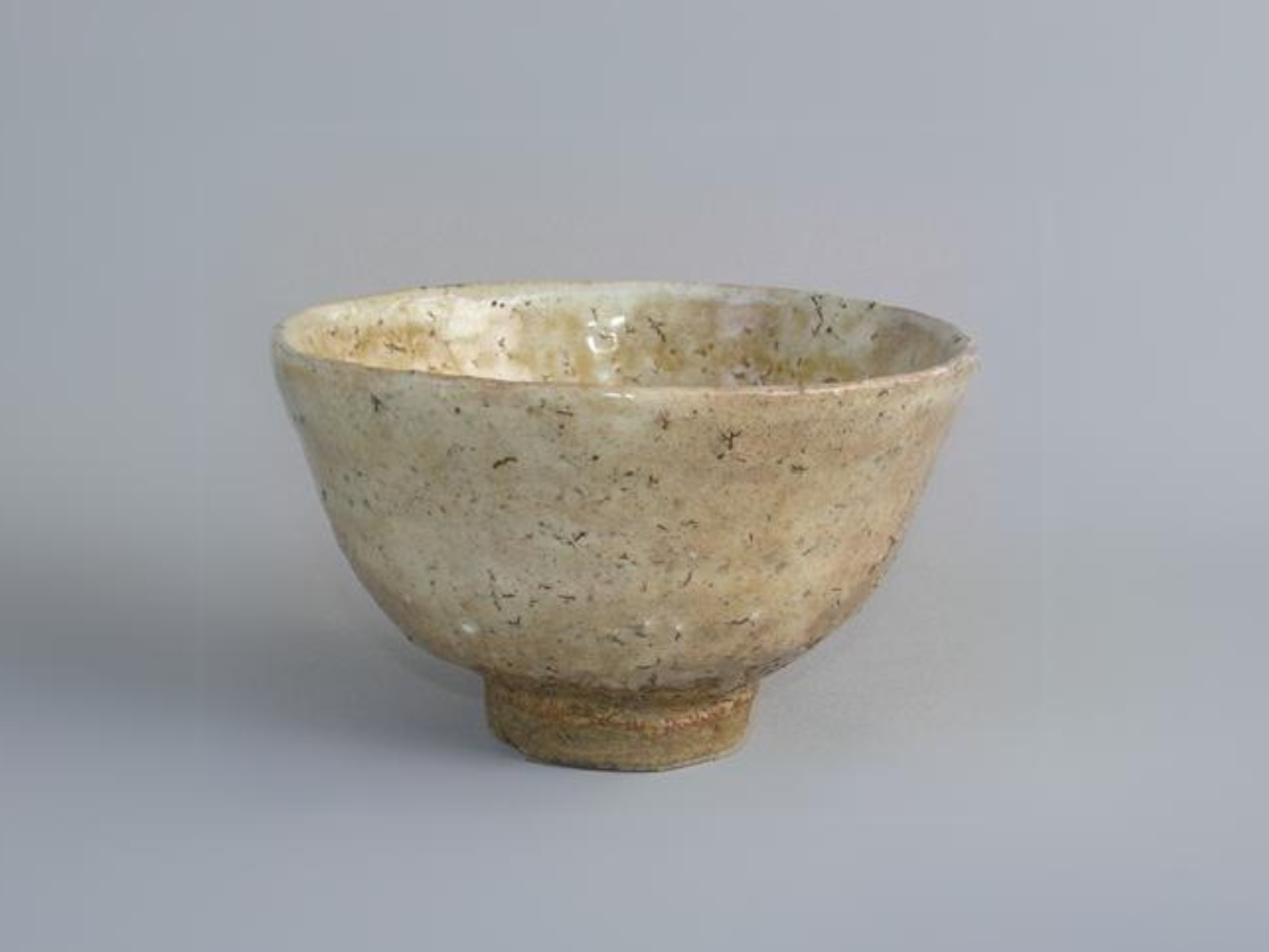
Чашка хагі
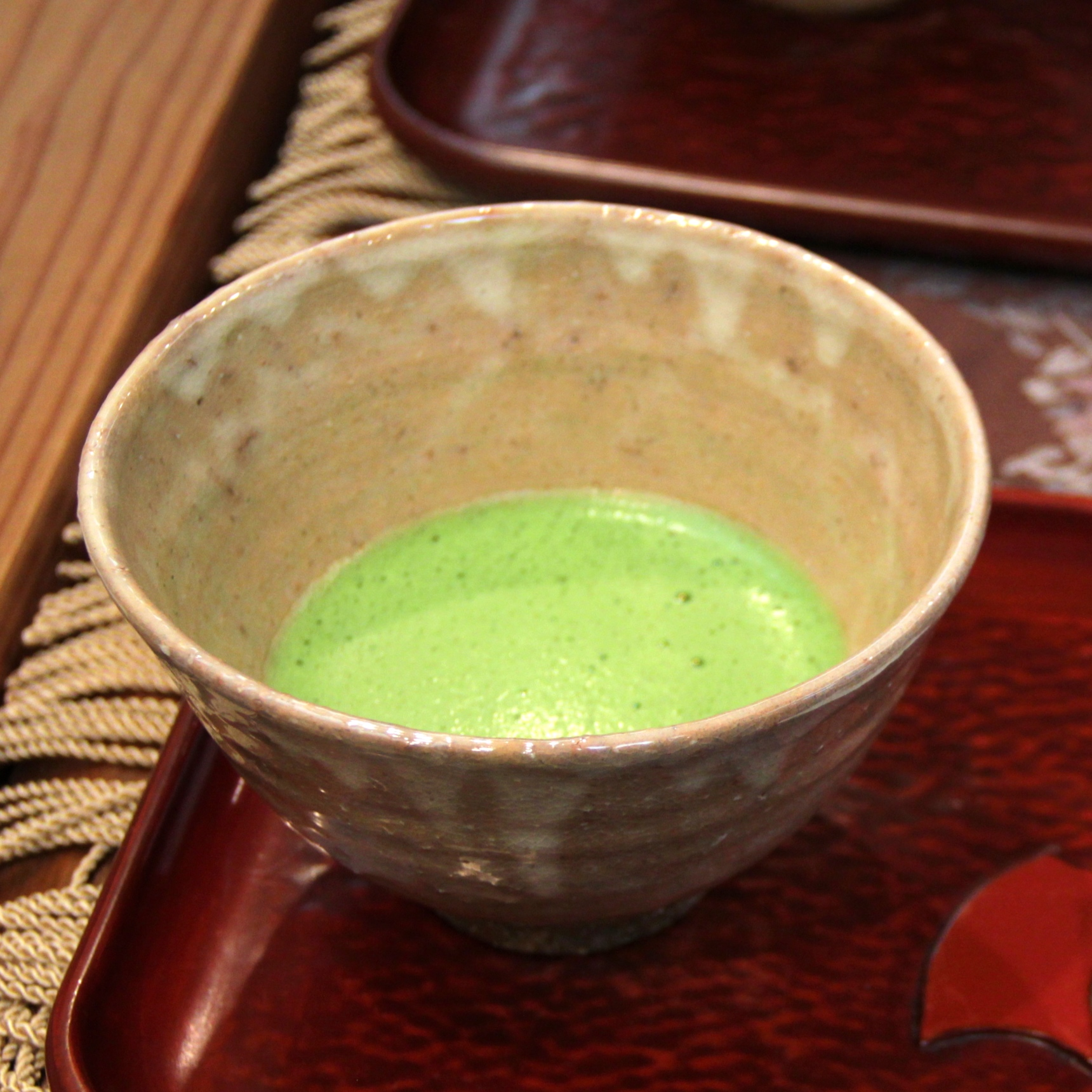
Чашка хагі з чаєм маття
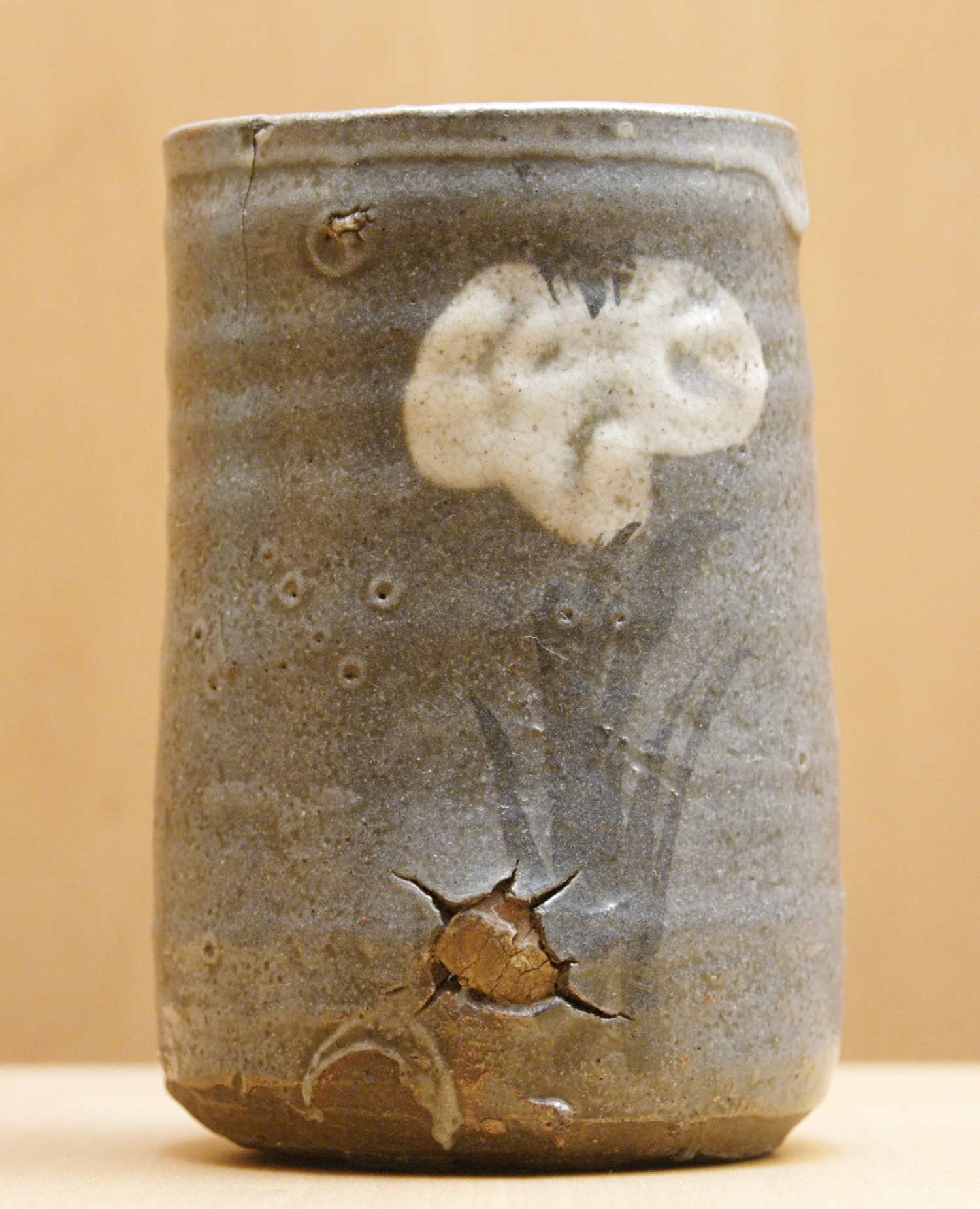
Чашка каратцу
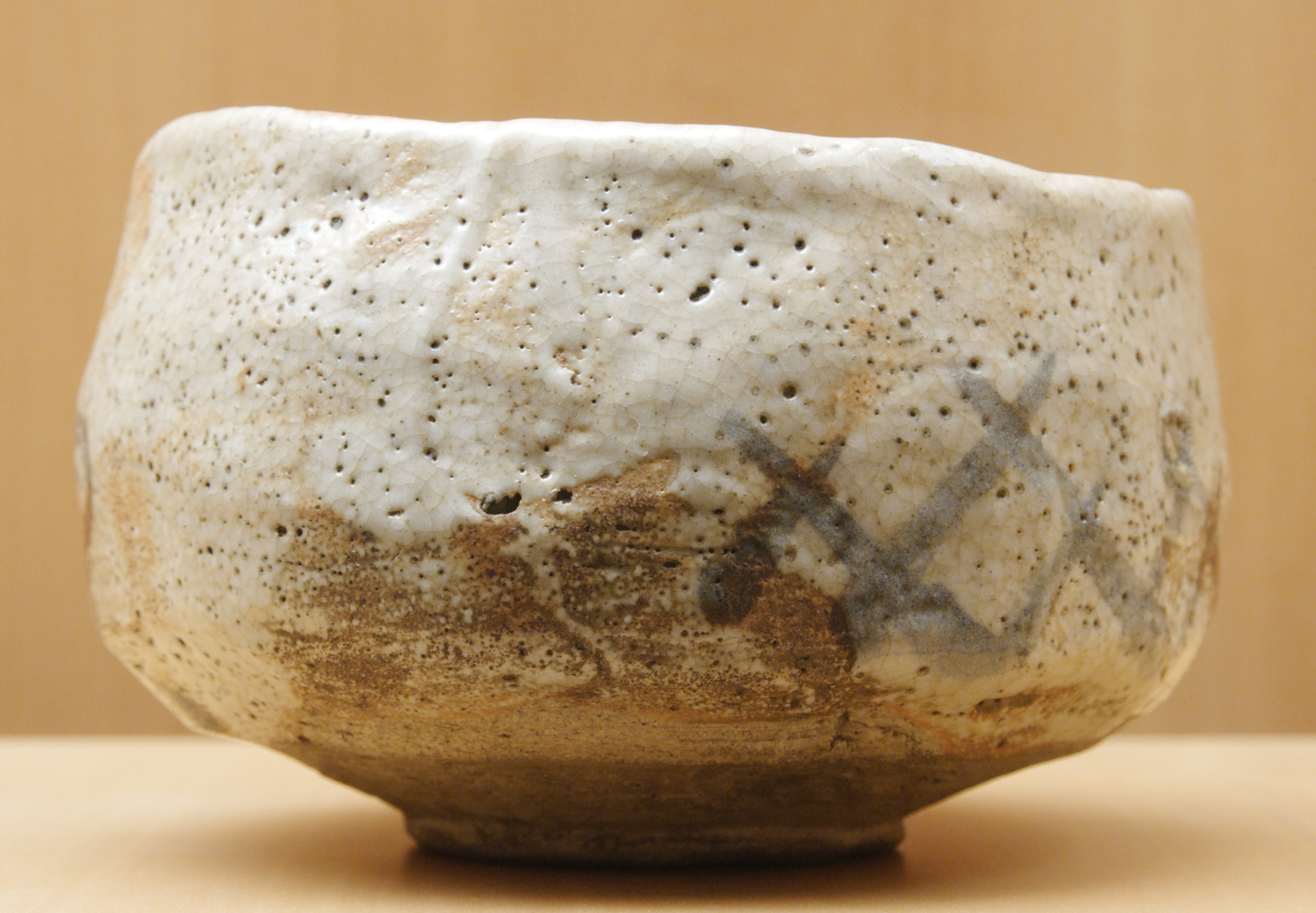
Чашка сіно
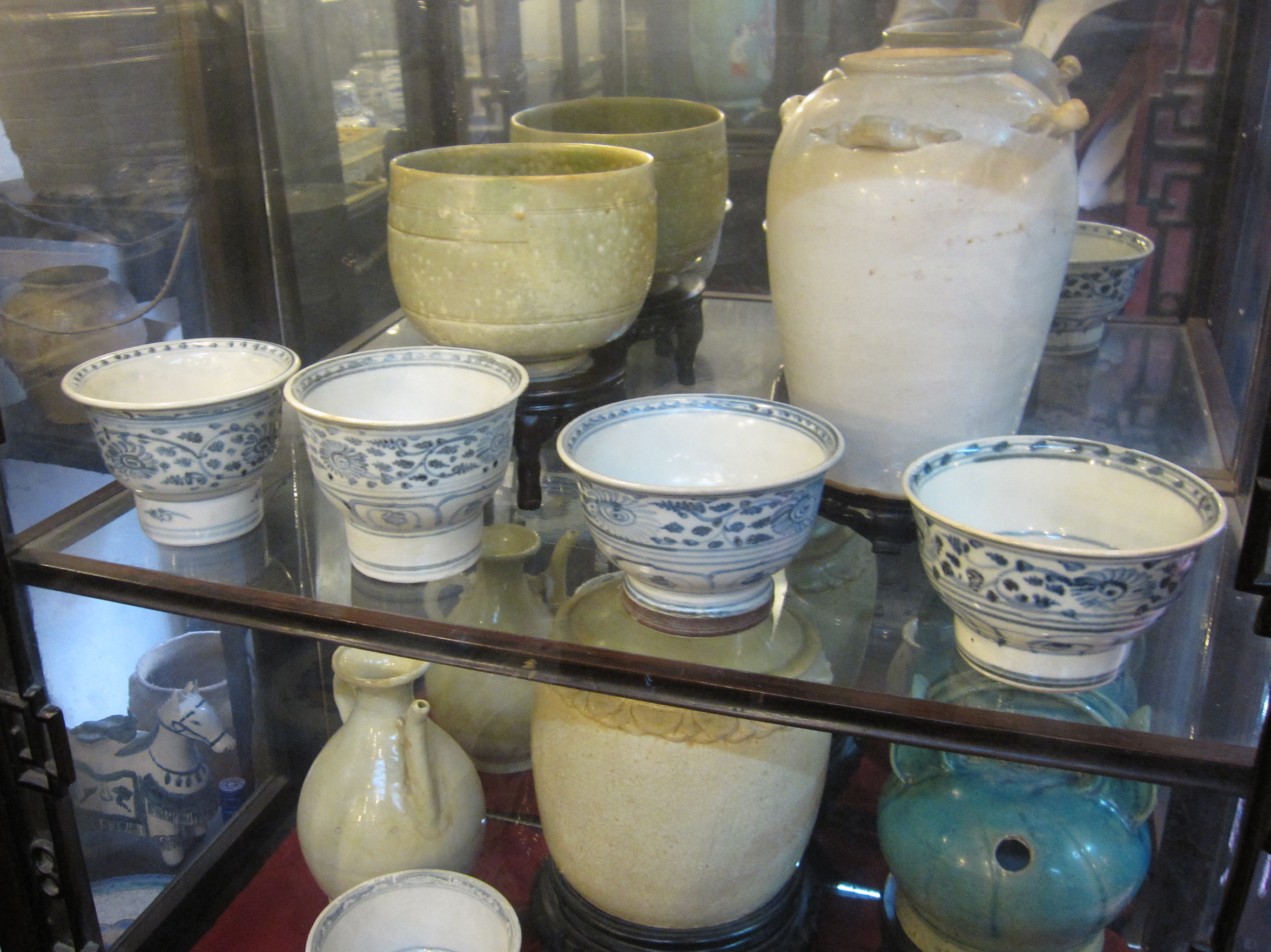
Чашки в'єтнамського стилю аннан